# Алкометар
Алкометар је уређај за мерење процента алкохола у течностима нпр. вину или жестоким пићима. У употреби је алко-тест или алкохолни тест као покретни апарат који релативно прецизно одређује количину етил алкохола коју је лице узело у издахнутом ваздуху. Посебно се користи у полицији.